# جيوفري تشونغ
جيوفري تشونغ (بالإنجليزية: Geoffrey Chung)‏ هو موسيقي ومنتج أسطوانات وملحن جامايكي، ولد في 1950 في كينغستون في جامايكا، وتوفي في 1 نوفمبر 1995.

## وصلات خارجية
- جيوفري تشونغ على موقع ميوزك برينز (الإنجليزية)
- جيوفري تشونغ على موقع ديسكوغز (الإنجليزية)